# Dominancia (ecología)

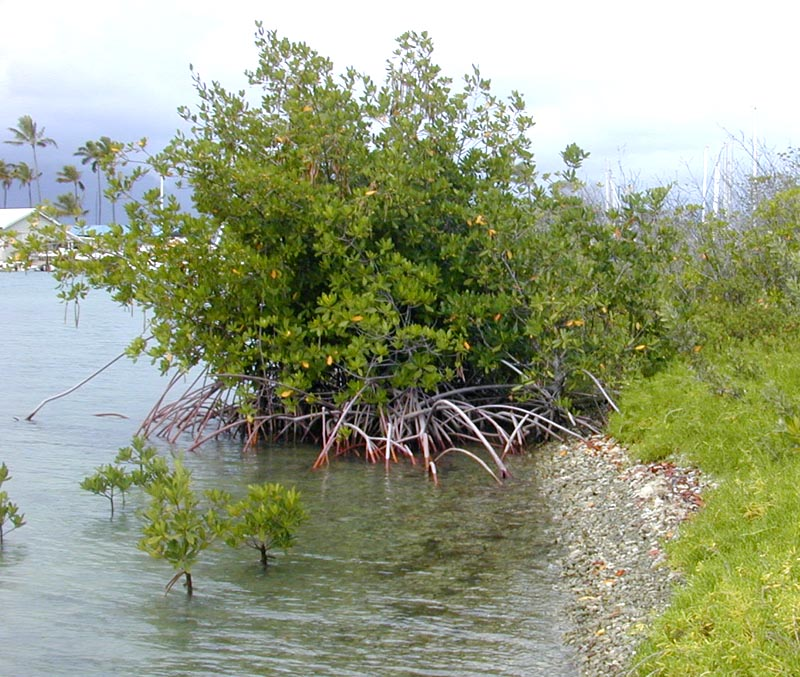
Rhizophoraceae (manglares) dominan los pantanos costeros tropicales.

En ecología, dominancia se refiere al grado en que un taxón es más numeroso o tiene mayor biomasa que sus competidores en una comunidad ecológica.
La mayoría de las comunidades ecológicas están definidas por sus especies dominantes.
- En muchos casos de bosques húmedos del oeste de Europa el árbol dominante es el  aliso común o Alnus glutinosa.
- En turberas o humedales de climas templados, la vegetación dominante suelen ser mohos, Sphagnum.
- En pantanos costeros de los trópicos, manglares de Rhizophoraceae suelen ser dominantes.
- En algunas comunidades de los fondos marinos las estrellas de mar (Ophiuroidea) son las especies dominantes.
- Las costas oceánicas rocosas pueden estar dominadas por organismos sésiles, crustáceos como Cirripedia o moluscos como lapas.